# کمرکولی کوچک

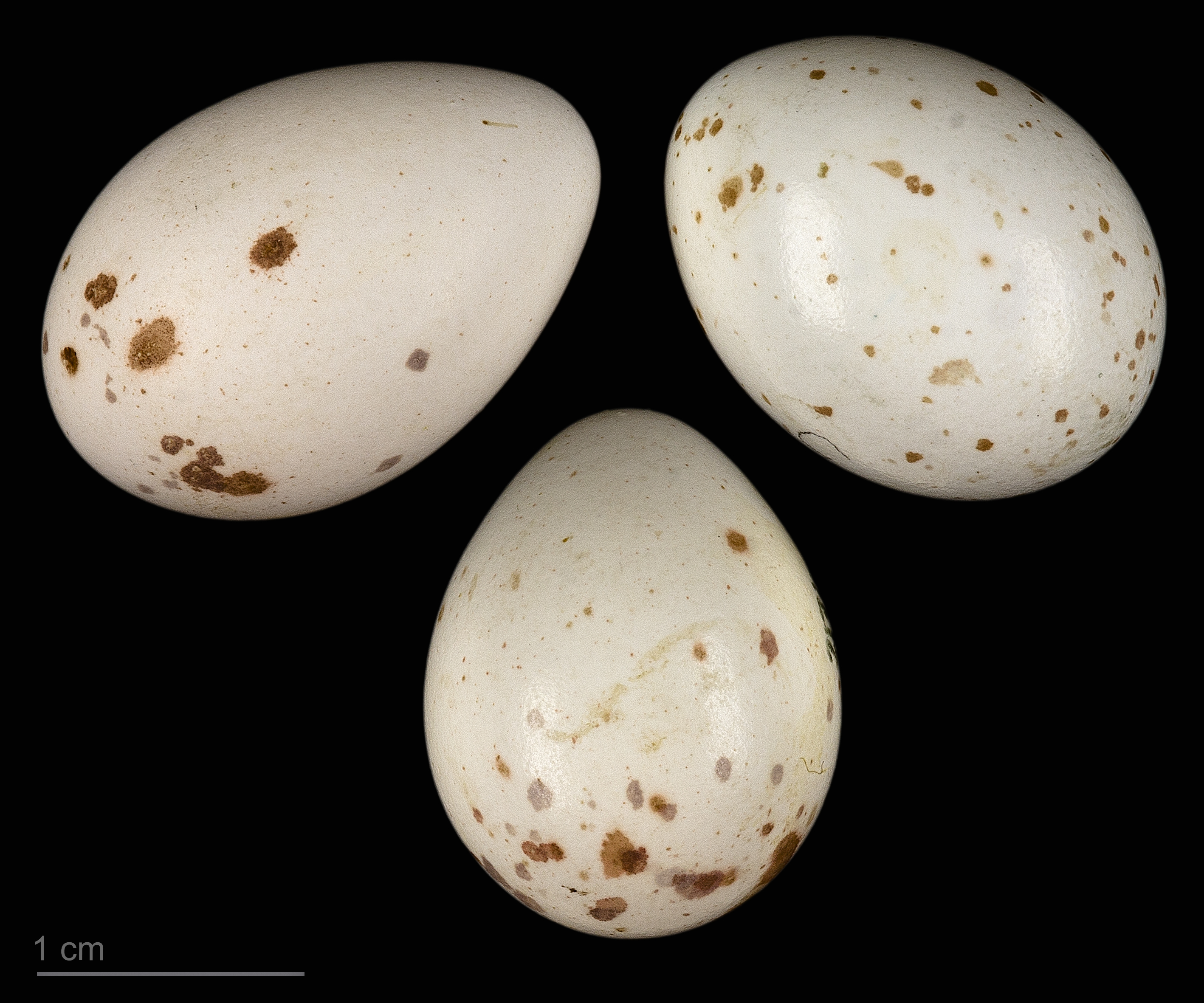
Sitta neumayer syriaca

کَمَرکولی کوچک (نام علمی: Sitta neumayer) یک پرنده کوچک گنجشک‌سان است که زیستگاه آن از سیبری تا یونان، ترکیه و ایران است.
این پرنده، در تابستان از حشرات و عنکبوت‌ها تغذیه می‌کند و در زمستان دانه‌ها و حلزون‌ها را نیز می‌خورد. کمرکولی کوچک بر روی زمین غذا می‌خورد. این پرنده همچنین با نوک نیرومند خود اجسامی را در میان شکاف‌های تخته‌سنگ‌ها فرومی‌کوبد.
گونهٔ S.n. tschitscherini غرب ایران رنگ خاکستری روشن‌تری در بخش بالای خود دارد و خط چشمم کم‌رنگ‌تر است. S.n. plumbea جنوب ایران با tschitscherini همانندی دارد ولی سطح شکمی ان نیز خاکستری است.